# Reno (Pelz)
Der Reno, seltener Rheno, war die Bezeichnung für eine Pelzbekleidung der Germanen, die nach anfänglicher Ablehnung Eingang in die Kleidermode im alten Rom fand. Sie ist von allen damaligen Bezeichnungen für Fellbekleidung am häufigsten belegt.
Das Wort stammt vielleicht aus altgriechisch ῥήν rhḗn, deutsch ‚Lamm, Schaf‘. Frühere, inzwischen verworfene Deutungen sahen einen Zusammenhang mit dem Rentier, andere mit dem auf Latein Rhenus genannten Rheinstrom. Otto Schrader schrieb 1886: „Schon in vorchristlicher Zeit waren in Rom die rhenones und mastrucae bekannt, beides Gattungen von Pelzkleidern und gallisch germanische Wörter, die aber eine sichere Deutung bis jetzt nicht gefunden haben.“ Schrader konnte später zeigen, dass „renones“ auf ein älteres „vrenones“ zurückgeht und mit griechisch „Schaf“, „Lamm“ und seinen Weiterbildungen „Schafpelz“ usw. zusammenhängt. Reno, das den Römern vermutlich durch griechische Vermittlung bekannt geworden ist, muss also ursprünglich die Bedeutung „Schaffell, Schafpelz“ besessen haben.
Fellkleidung war im alten Rom ursprünglich auf die Landbevölkerung und die Sklaven beschränkt, die besonders halblange Pelzröcke mit Ärmeln trugen (pelles manicatae). Die ihnen bei den unterworfenen Völkern bekannt gewordene Pelzbekleidung galt den Römern eher als ein Kennzeichen des Barbarentums, des Fremden und Unkultivierten. Doch blieb es nicht völlig aus, dass die Pelze auch von ihnen übernommen wurde, als Trachtenstücke, oder beim Heer, was der Kaiser jedoch durch ausdrückliche Verbote zu verhindern suchte. Auf römischen Denkmälern, insbesondere Siegessäulen und Triumphbögen, sind die Germanen mehrfach in Pelzbekleidung abgebildet, die in der Form dem aus einem rechteckigen Stück Stoff gefertigten römischen Sagum glichen. Über die weibliche Kleidung der Germanen ist verhältnismäßig wenig bekannt, es scheint auch nichts von einem Frauen-Reno erwähnt worden zu sein.

## Historische Erwähnungen
Gaius Iulius Caesar (100–44 v. Chr.) berichtete in seinem De bello Gallico als erster Gewährsmann über die Kleidung der Germanen, dass sie mit Renones bekleidet waren, auch heißt es bei ihm: pellibus aut renonum tegumentis utuntur ‚sie verwenden Pelze oder Decken von Fellen‘. Er beschrieb die germanische Pelzkleidung als einfachen Überwurf, der den Körper teilweise freiließ. Seit Cäsar erwähnten den Reno fast alle römischen Schriftsteller. Ähnlich heißt es bei Sallust (86–34 v. Chr.) in zwei bei Isidor von Sevilla überlieferten Stellen: Germani intectum renonibus corpus tegunt ‚Die Germanen bedecken ihren ungeschützten Leib mit den renones‘ und vestes de pellibus renones vocantur ‚Kleider aus Fellen werden renones genannt‘. Bruno Schier schloss aus diesen Angaben, „dass die renones im Gegensatz zu den einfachen Fellhüllen bereits die Anfänge einer kleidmäßigen Bekleidung trugen. Vermutlich waren die renones Fellponchos, das heißt also Schlitzüberwürfe, die, durch ein Kopfloch über die Schultern gestülpt, Brust und Rücken durch den herabhängenden Fellteil schützten“. Tacitus erwähnte in seiner Germania einen Fellüberwurf namens Reno: „Die Germanen tragen auch Tierfelle: die am Rhein- oder Donauufer wohnenden, ohne auf die Auswahl besonderen Wert zu legen, die weiter im Innern ansässigen mit sorgsamerer Wahl, da sie keinerlei Handelsbeziehungen und darum sonst keine Möglichkeit haben, sich zu schmücken […].“ Marcus Terentius Varro (116–27 v. Chr.) sagte über das germanische Fellkleid, dass es etwa den Zuschnitt hat, wie es das Obergewand der Bastarnen auf dem Monument von Adamklissi zeigt.
Der Reno wechselte im Lauf der Zeit seine Größe. In der späten Kaiserzeit entwickelte sich aus dem Reno ein ärmelloser, seitlich geschlossener Pelzrock, „der als wärmende Winterkleidung sehr geschätzt war und nachdem vor allem die Franken in der Herstellung besondere Fertigkeit erlangt hatten, in karolingischer Zeit als wertvolles Geschenk oft an fremde Höfe übersandt wurde“. Der Engländer Francis Weiss schrieb, dass die Franken, „berühmte Schneider in dieser Zeit“, als sie den Rhein in das heutige Frankreich überquerten (3. Jahrhundert), ein langes Wams oder Weste trugen, Vorderteile und Rückenteil aus Fell, genannt „Rock“ – was im Deutschen einfach Mantel bedeutet. Auch in der römischen Tracht hatte die Mode inzwischen Eingang gefunden. Das viel bestaunte, erstmals im ersten Jahrhundert aufgetauchte Kleidungsstück benötigte noch einmal vier Jahrhunderte, bis es sich allgemein durchsetzte und zum wirklichen Bestandteil der Tracht wurde. Im 5. Jahrhundert hatte sich der lose Fellumhang bereits zu einem ärmellosen, seitlich geknöpften Wams entwickelt. Der Schriftsteller Sidonius Apollinaris (um 430–479) berichtete von einem „mit Knöpfen versehenen Pelz umschlossenen Körper des Westgotenkönigs Sigismer“ (um 469 erwähnt). Über die Westgoten sagte er, dass sie über unsaubere Leinengewänder nur einen Pelz gezogen hätten, der noch nicht bis zu den Knien reichte.
Wesentlich für diese Pelzgewänder war, dass sie stets ohne Ärmel blieben. Durch seine Ärmellosigkeit erhielt ein anderes germanisches Kleidungsstück sogar seinen Namen, die „armelausa“ oder altgriechisch ἀρμελαύσιον armelaúsion, das durch Maurikios (539–602 n. Chr.) als zweckmäßiges Kleidungsstück unter diesem germanischen Namen sogar im römischen Heer eingeführt wurde. Die Entwicklung scheint im Allgemeinen von kurzen Schulter- und Brusthüllen zu langen Mantelformen geführt zu haben. Der König Sverre Sigurdsson (≈1151–1202) tadelte seine Leute nach der Schlacht im Nordfjord mit den Worten: „Früher hattet ihr kürzere Mäntel und mehr Mut“.
Der englische Chronist Ordericus Vitalis (* 1075; † um 1142) beschrieb im 11. Jahrhundert den Reno, wohl als Kleidungsstück des normannischen Adels, als einen mit den kostbarsten Pelzen gefütterten Umhang, der nur von den ganz Reichen getragen wird und der zu den königlichen Gewändern gehört.

## Resümee
Das germanische Pelzkleid hat zwar eine lange Geschichte, entbehrte jedoch offenbar einer eigentlichen Entwicklung. Auch landschaftliche Unterschiede oder solche zwischen den Stämmen waren bisher kaum nachweisbar. Bis in die spätkarolingische Zeit blieb es ärmellos. Auch die Klimaverschlechterung zu Beginn der Eisenzeit hatte nicht die eigentlich zu erwartenden Ärmel gebracht. Gleichzeitig mit der Verbreitung schmiegsamer Stoffe aus Wolle oder Leinen verschwand der altgermanische Pelz immer mehr, Fell diente jetzt hauptsächlich zur Unterfütterung warmer Wollkleider. Erst als mit dem zunehmenden Handelsverkehr aus dem Nordosten größere Mengen Edelfelle nach Mitteleuropa kamen, begann in der Geschichte des Pelzes das Zeitalter der eindrucksvollen Verbrämungen und kostbarer Besätze, mit einem ersten Höhepunkt in der Epoche des höfischen Minnesangs.